# Pyrausta violascens
Pyrausta violascens là một loài bướm đêm trong họ Crambidae.